# Làpida baixista
Una Làpida baixista (en anglès: Bearish Gravestone Doji; en japonès: tohba) és un patró d'espelmes japoneses format per dues espelmes que indica un possible final i canvi de tendència alcista; rep aquesta denominació perquè l'espelma tindria una forma "similar" a la d'una làpida i representa les morts -en sentit figurat- dels alcistes mentre defensaven el seu territori. Té les mateixes implicacions que l'Estel fugaç baixista.

## Criteri de reconeixement
1. La tendència prèvia és alcista.
2. Es forma una 1a espelma blanca amb tancament proper al high.
3. L'endemà els preus obren amb gap alcista
4. Es forma una 2a espelma que té una molt llarga ombra superior, que és la part rellevant
5. Aquesta 2a espelma no té (o és mínima) ombra inferior i els preus acaben tancant iguals (o pràcticament) als d'obertura.

## Explicació
La làpida té implicacions baixistes perquè després d'una tendència alcista el mercat ha obert amb un gap a l'alça i els preus han continuat la seva tendència alcista, però arribats a un punt de resistència la força dels alcista es veu àmpliament superada pels baixistes. Els bears tenen tanta força que aconsegueixen que la jornada tanqui prop del preu d'obertura. La làpida baixista vindria a representar tots aquells especuladors que estant llargs han mort intentant defensanr el seu territori.

## Factors importants
La làpida baixista té una significació baixista més forta que l'Estel fugaç baixista. Quan més llarg sigui l'ombra superior més evidència de la força dels bears. Es recomana esperar a la confirmació l'endemà en forma gap baixita, o sinó en forma d'espelma negra amb tancament inferior, per a determinar la força dels bears. Si no n'hi ha, visualitza on hi ha la resistència i on es dispara la pressió venedora.